# Colombelles
Colombelles è un comune francese di 5 797 abitanti situato nel dipartimento del Calvados nella regione della Normandia.

## Società

### Evoluzione demografica
Abitanti censiti